# 파워에지

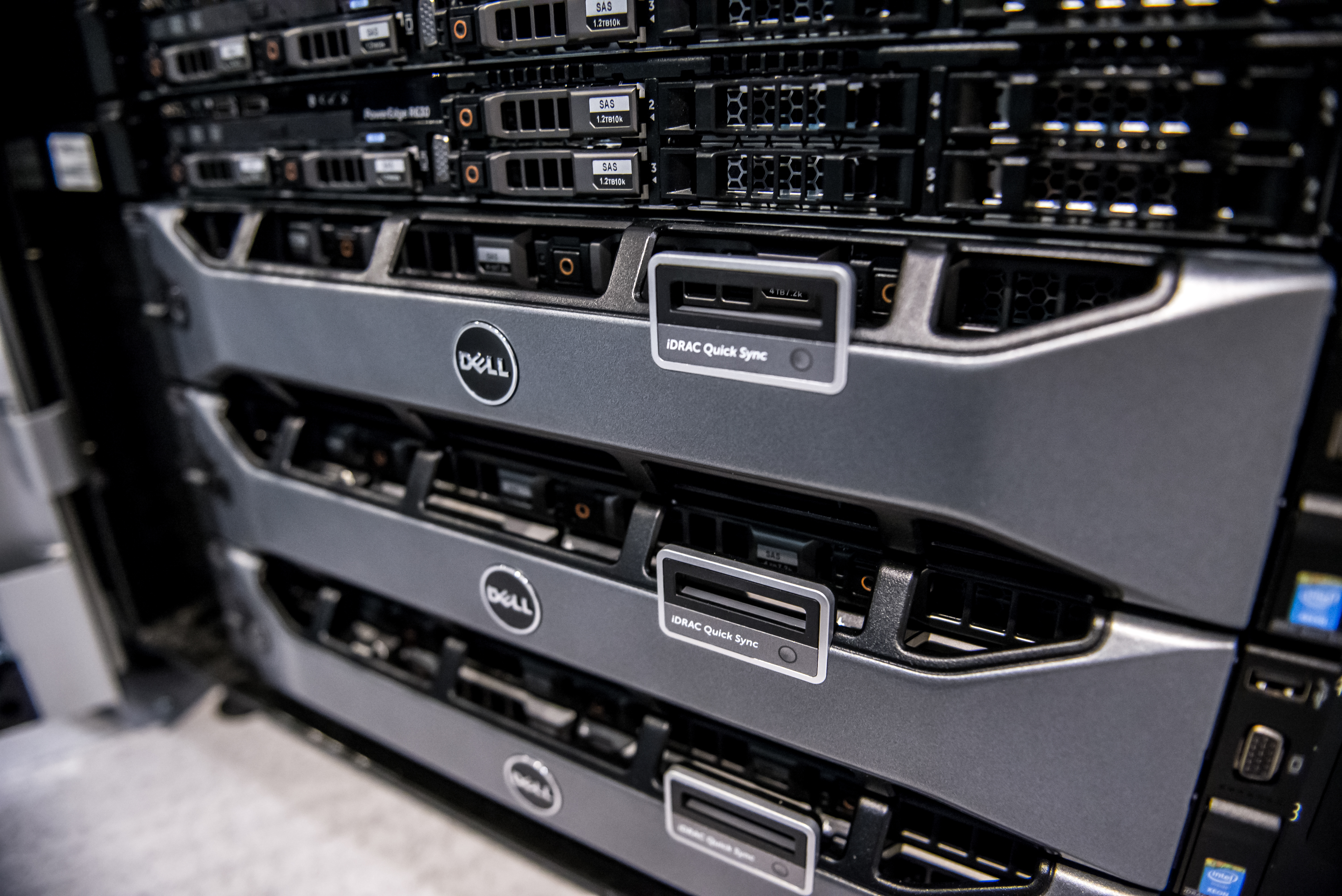
델 파워에지 랙마운트 서버

파워에지(PowerEdge, PE) 라인은 델의 서버 컴퓨터 제품 라인이다. 파워에지 시스템은 타워, 랙 장착형 또는 블레이드 서버로 구성된다. 델은 패키징에 관계없이 동일한 세대의 서버 전반에 걸쳐 일관된 칩셋을 사용하므로 공통 드라이버 및 시스템 이미지 세트를 허용한다.
OEM(Original Equipment Manufacturer)과 부가 가치 리셀러도 파워에지 서버 기반 솔루션을 제공한다. 맞춤형 소프트웨어가 탑재되고 약간의 외관 변경이 적용된 델 서버는 아이언포트(IronPort), 구글, Exinda Networks 및 Enterasys의 특정 어플라이언스에서 기본 하드웨어를 형성한다.